# Renat d'Alençon
Renat de Valois, duc d'Alençon, nascut el 1454, mort a Alençon l'1 de novembre de 1492, fou duc d'Alençon i comte de Perche, fill de Joan II, duc d'Alençon i comte de Perche, i de Maria d'Armanyac.

## Biografia
El 1467, mentre que el seu pare es revoltava amb el concurs dels bretons, Renat d'Alençon va tenir per a missió de defensar Alençon, però la insolència de la guarnició bretona va aixecar els burgesos de la ciutat. Fastiguejat, Renat d'Alençon va tornar la ciutat a Lluís XI de França, que li va restituir després d'haver sufocat la revolta.
Cobert de deutes i desnonat, el desordre dels seus assumptes i dels seus costums va comportar la seva desgràcia i el rei el va empresonar. No va sortir de presó més que a la mort de Lluís XI de França; després va participar en la Guerra boja, però va ser perdonat per Carles VIII de França.

## Matrimonis i fills
Una primera aliança matrimonial va ser negociada amb Margarida d'Harcourt, filla de Guillem d'Harcourt, comte de Tancarville. Una font indica que el matrimoni va tenir lloc, una altra que no hi va haver més que esposalles. El cert és que Margarida va morir en el transcurs de l'any 1488, sense que haguessin tingut fills.
Es va casar llavors a Toul, el 14 de maig de 1488, amb Margarida de Lorena-Vaudémont (1463 - † 1521), filla de Ferri II de Vaudémont  i de Iolanda d'Anjou . Van tenir:
- Carles IV d'Alençon (1489-†1525), darrer duc d'Alençon i comte du Perche de la casa Valois. Va morir sense posteritat;
- Francesca d'Alençon (1490 - † 1550), casada dues vegades:
- # a Blois el 1505 amb Francesc II de Longueville († 1512)
- # el 1513 amb Carles IV de Borbó (1489 † 1537), duc de Borbó i de Vendôme
- Anna d'Alençon (1492 † 1562), dama (senyora titular) de La Guerche, casada a Blois el 1508 amb Guillem IX (1486 † 1518), marquès de Montferrat

Va tenir diversos fills il·legítims:
- Carles, senyor de Cany, († 1545), casat amb Germana La Ballur
- Carles, baró de Cany, († 1524), casat el 1505 a Renata de Beauvoisin
- Margarida, casada el 1485 amb Jacques de Boisguyon, i després a Henri de Bournel
- Jaquelina († 1506), casada amb Gilles des Ormes